# Irina Jegorova
Irina Nikolajevna Jegorova (ryska: Ирина Николаевна Егорова), född 8 april 1940 i Moskva, är en rysk före detta skridskoåkare som tävlade för Sovjetunionen.
Jegorova blev olympisk silvermedaljör på 500 meter vid vinterspelen 1964 i Innsbruck.